# Richard Rodgers
Richard Charles Rodgers (28 iunie 1902 - 30 decembrie 1979) a fost un compozitor american, evreu de origine, care a compus muzica la 43 operete și musicaluri de pe Broadway (din care multe au fost transpuse în cinematografie) și la peste 900 de arii și cântece de muzică ușoară.
La multe din creațiile sale au colaborat ca textieri Lorenz Hart și Oscar Hammerstein II. A fost unul dintre puținii artiști care au fost distinși în același timp cu premiile Oscar, Tony, Grammy, Emmy și Pulitzer, (asemănător cu compozitorul Marvin Hamlisch)

## Biografie

### Copilărie și tinerețe
Rodgers s-a născut într- familie bine situată de evrei germani din Arverne, Queens, New York City. El era fiul lui Mamie născută Levy și al lui dr.William Abrahams Rodgers, un medic apreciat, care și-a americanizat numele de familie din Abrahams în Rodgers. Richard Rodgers a studiat pianul de la vârsta de 6 ani. A învățat în acelaș timp la școala publică din Townsend Harris Hall 10 și apoi, la liceul Dewlitt Clinton. În vacanțele de vara petrecute la Camp Wigwam la Waterford, Maine, el a compus primele cântece.  
Ca și viitorii săi colaboratori, Lorenz Hart si Oscar Hammerstein II, Rodgers  a studiat la Universitatea Columbia.
Acolo el a aderat la „frăția” Pi Lambda Phi. În 1921 el s-a transferat la Institutul de Arta Muzicală, cunoscut in zilele noastre ca Școala Julliard. În activitatea sa componistică a fost influențat de operetele pe care le-a văzut pe Broadway cu părinții în copilărie, precum și de compozitori ca Victor Herbert și Jerome Kern.

### Cariera muzicală

#### Rodgers și Hart
În anul 1919 prin intermediul lui Philipp Leavitt, un amic al fratelui sau cel mare, Rodgers l-a cunoscut pe Lorenz Hart. Cei doi au început sa colaboreze in domeniul comediilor muzicale, scriind împreună mai multe spectacole pentru amatori. Debutul profesional și l-au făcut cu cântecul "Any Old Place With You" care a devenit număr în comedia muzicală „A Lonely Romeo.” Prima lor producție profesională a fost in 1920 Poor Little Ritz Girl, unde muzica a fost scrisă împreună cu Sigmund Romberg. Următorul lor spectacol profesional The Melody Mana fost pus pe scenă abia în 1924.
Dupa ce a terminat studiile universitare, Rodgers a lucrat o vreme ca director muzical al companiei Lew Fields. Aici el a acompaniat, între altele, vedete ca Nora Bayes și Fred Allen. Cântecele pe care Rodgers și Hart le-au scris pentru „The Garrick Gaieties”, un spectacol de binefacere al Teatrului Guild s-au bucurat de aprecierea criticilor care le-au găsit înviorătoare și agreabile. Spectacolul care era prevăzut pentru  o singură zi, a fost pastrat in repertoriu și pentru altădată, cel mai mare șlagăr al său fiind „Manhattan”, cântecul despre care se afirma ca a lansat cu adevărat cariera celor doi artiști.  
În anii următori perechea Rodgers-Hart a creat show-uri-șlagăre atât pe Broadway, cât și la Londra:Dearest Enemy (1925), The Girl Friend (1926), Peggy-Ann (1926), A Connecticut Yankee  (1927), și  Present Arms (1928). Cântecele lor „Here in My arms”, „Mountain Greenery”, „Blue Room” (1926), „My Heart School” și „You Took Advantage of Me” au devenit standarduri ale muzicii de pe Broadway.
După Marea criză economică , aflati în prima jumătate a anilor 1930  într-un mare elan creator, Hart și Rodgers si-au căutat norocul la Hollywood. Acolo au scris mai multe cântece și benzi muzicale de film devenite clasice, precum pelicula „Love Me Tonight” (1932), (în filmul sub regia lui Ruben Mamoulian, care ulterior a regizat opereta lui Rodgers, „Oklahoma” pe Broadway) , vestită prin hit-urile „Lover”, „Mimi” și „Isn't it Romantic?”  
Rodgers a mai scris o melodie, pentru care Hart a scris patru texte succesive, din care al patrulea a rămas vestit: Blue Moon.
Alte creații ale cuplului au cuprins muzica la filmele 'The Phantom President' (1932), cu participarea lui George M.Cohan, „Hallelujah”, „I'm a Bum”, în interpretarea lui Al Jolson, și în cursul unei scurte întoarceri la Hollywood, după ce l-au părăsit, Mississippi, în care s-au evidențiat Bing Crosby și W.C. Fields
În 1935 s-au întors pe Broadway, scriind un șir aproape neîntrerupt de showuri și șlagăre, care s-a sfârșit doar cu decesul lui Hart în anul 1943.
Între ele figurează „Jumbo” (1935). „On Your Toes” (1936) care includea și baletul „Slaughter on Tenth Avenue” in coregrafia lui George Balanchine, Babes in Arms (1937), I Married an Angel (1938), The Boys from Syracuse (1938), muzicalul Pal Joey (1940), și ultima lor creație originală By Jupiter (1942). 
Multe din numerele acestor spectacole sunt încă interpretate și cunoscute, inclusiv  "The Most Beautiful Girl in the World" (1935), "My Romance", "Little Girl Blue", "I'll Tell the Man in the Street", "There's a Small Hotel", "Where or When", "My Funny Valentine", "The Lady Is a Tramp", "Falling in Love with Love", "Bewitched, Bothered and Bewildered", and "Wait till You See Her".
În 1939 Rodgers a compus muzica la baletul „Ghost Town” pentru Baletul rus din Monte Carlo, pe coregrafia lui Marc Platoff